# Grüne Meeresschildkröte

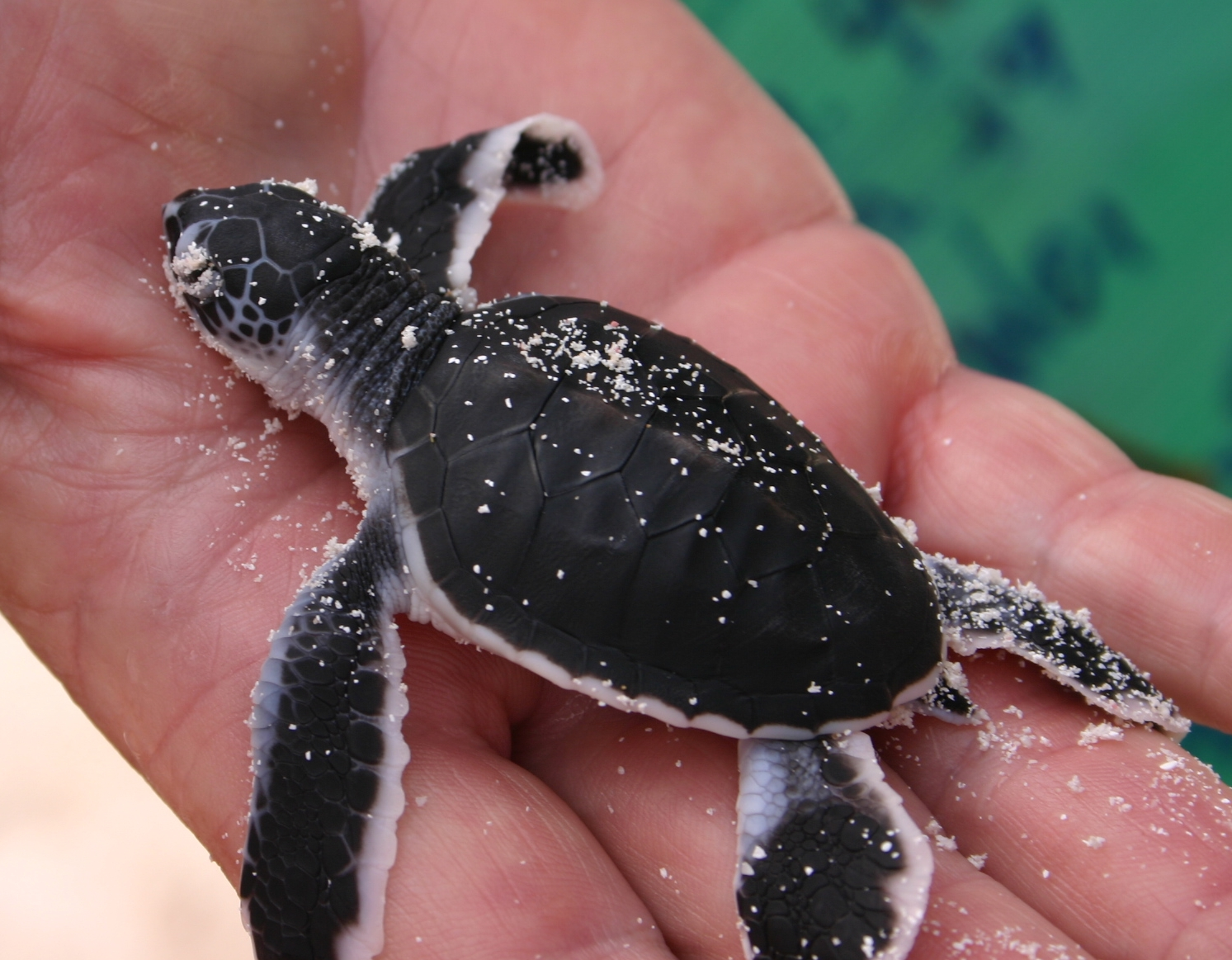
Schlüpfling

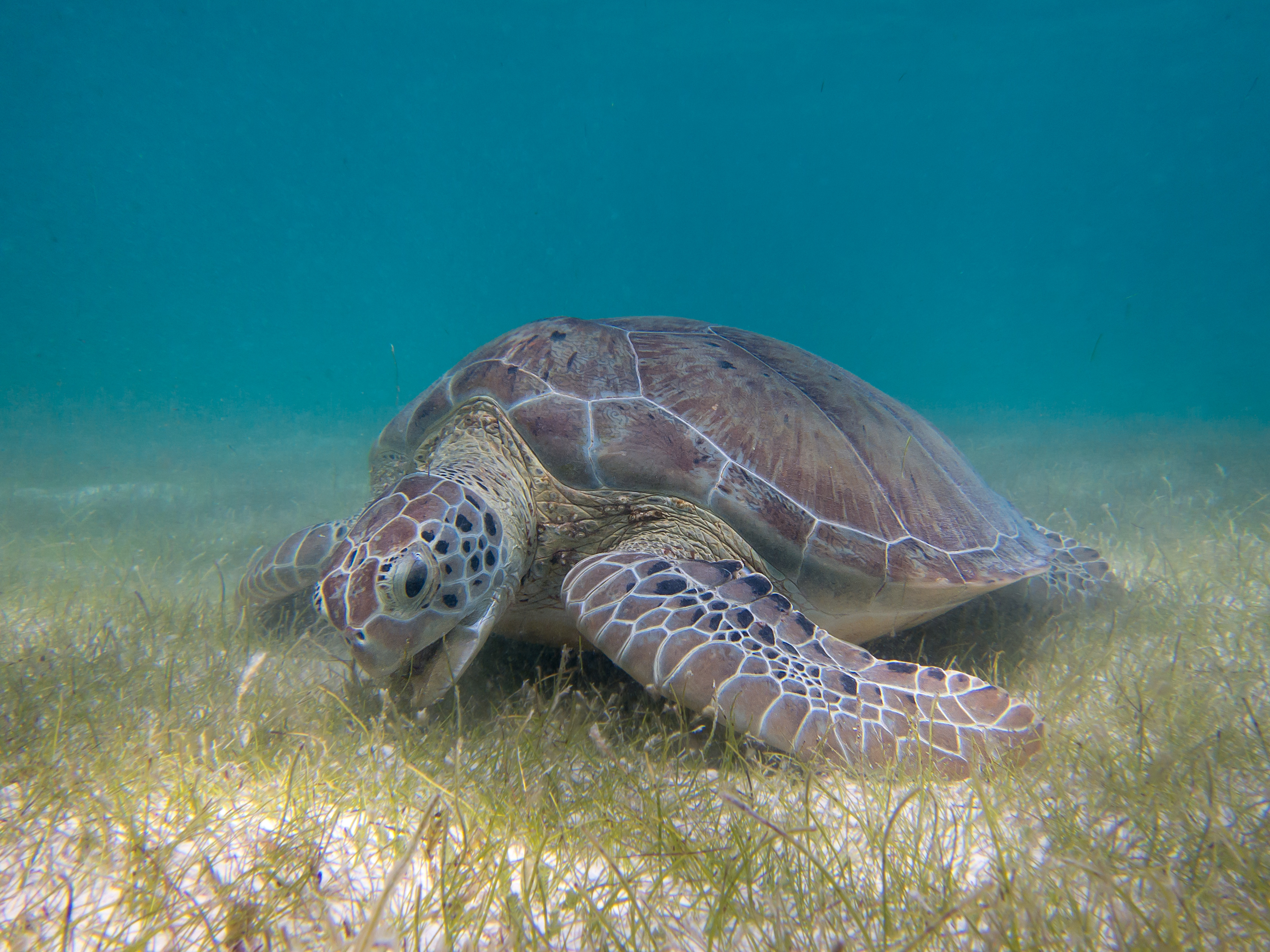
Grasende Schildkröte in der Akumal-Bucht

Die Grüne Meeresschildkröte (Chelonia mydas) ist ein Vertreter der Meeresschildkröten und stellt eine der bekanntesten Arten dieser Gruppe dar. Die ehemals als Unterart von Chelonia mydas bezeichnete Schwarze Meeresschildkröte wird heute zumeist als eigene Art Chelonia agassizii geführt. Der Name Grüne Meeresschildkröte entspricht der im englischen Sprachraum üblichen Bezeichnung „green turtle“, doch ist beispielsweise in Mexiko der Name „tortuga blanca“ („Weiße Seeschildkröte“) üblich. Diese Namen beziehen sich auf die Farben des Panzers der Tiere, deren Oberseite meist in verschiedenen Brauntönen mit grünlichen oder dunkelbraunen Zonen gefärbt ist. Die Unterseite sowie die Nähte zwischen den Rückenplatten sind hellgelb. Der Panzer kann eine Länge von 60 bis 140 cm erreichen, das Gewicht des Tieres beträgt maximal 185 Kilogramm.
Noch in den 1970er Jahren stand Schildkrötensuppe aus Meeresschildkröten auf vielen Speisekarten; die Grüne Meeresschildkröte wurde damals noch überwiegend als Suppenschildkröte bezeichnet.

## Erscheinungsbild
Die Grüne Meeresschildkröte erreicht eine Carapaxlänge von bis zu 140 Zentimetern. Der Carapax ist oval bis herzförmig und weist vier Paare an Costalschildern auf. Die Farbe des Carapax ist oliv bis braun und hat in der Regel sternförmige Zeichnungsmuster. Der Plastron dagegen ist blassgelb. Die Extremitäten und der Kopf sind braun. Die am Kopf befindlichen Schuppen sind gelb gerandet. An den Vorderflossen haben diese Schildkröten eine verlängerte Kralle.
Ausgewachsene Weibchen sind größer als die Männchen. Die Geschlechter können allerdings besser daran unterschieden werden, dass der Carapax beim Männchen am Ende spitzer zuläuft als beim Weibchen. Der Schwanz beim Männchen ist wie bei den meisten Schildkrötenarten deutlich verlängert.

## Verbreitung und Ernährungsweise

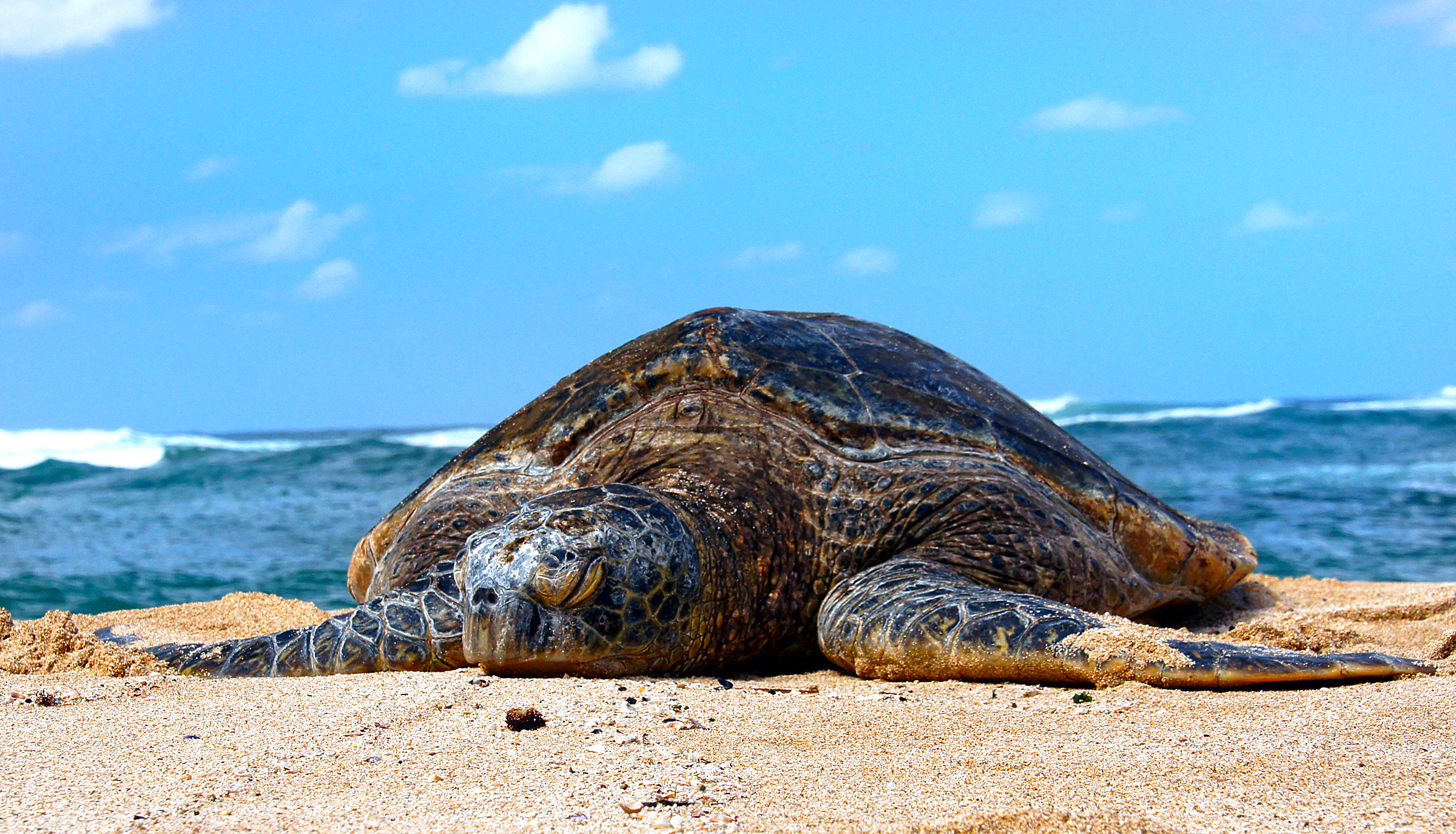
Schildkröte an einem Strand bei Haleiwa, Hawaii

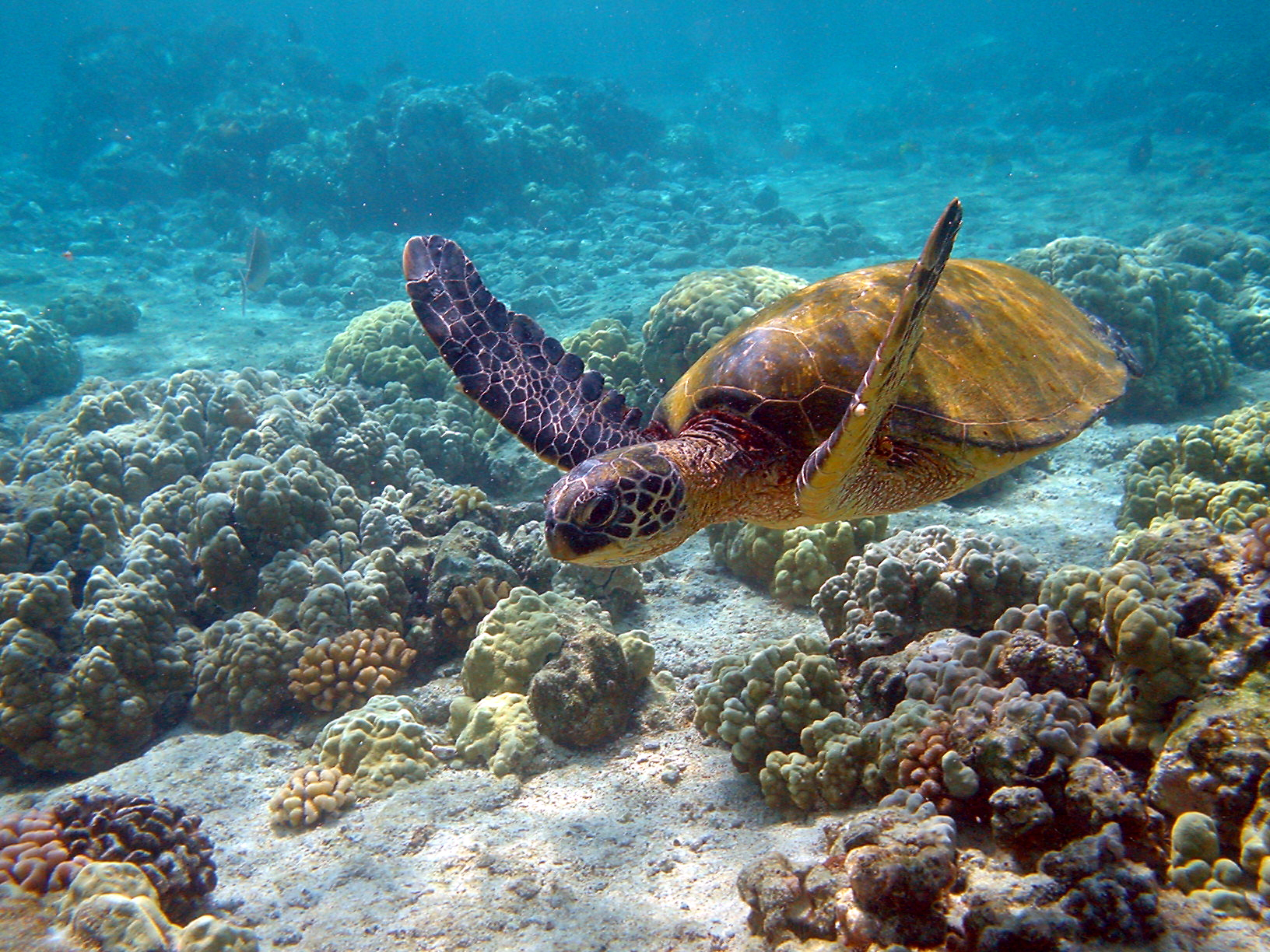
Schwimmende honu (Bezeichnung im Hawaiischen) vor Hawaii

Grüne Meeresschildkröten sind weltweit in allen tropischen und subtropischen Meeren zu finden, einschließlich des Mittelmeeres. Die Anzahl der von ihr genutzten Niststrände wird auf 44 geschätzt.
Wichtige Brutgebiete sind
- Die Récifs d’Entrecasteaux nördlich von Neukaledonien, der weltweit größte Nistplatz für Grüne Meeresschildkröten. Zum Eierlegen kommen jährlich bis zu 114.000 Weibchen auf das Atoll im Naturpark Korallenmeer.[3]
- Raine-Island-Nationalpark im nördlichen Great Barrier Reef in Australien. Bis zu 64.000 Schildkröten legen dort zwischen November und März ihre Eier ab.[4]
- Die Turtle Islands, in der Sulusee. Auf der Inselgruppe werden jährlich mehr als 1.000 Nistgelege gefunden.[5] Die Zahl der Nistgelege scheint jedoch sehr stark zu schwanken. Die Zahl der gefundenen Nistgelege wurde 2011 mit 14.220 angegeben und mit über 1,44 Mio. Eiern. Im Jahr 2004 wurde bisher die niedrigste Zahl an Nistgelegen gefunden, es waren etwas über 4.000.[6]

10 weitere Niststrände finden sich auf
- Rocas-Atoll im Südatlantik
- Lacepedeinseln an der Küste Nordwestaustraliens
- Nordwestliche Hawaii-Inseln
- türkische und nordzyprische[7] Mittelmeerküste
- Insel Ascension im Südatlantik
- dem Indischen Subkontinent.[2]

Die Jungtiere der Grünen Meeresschildkröte sind Fleischfresser, die unter anderem Kalmare sowie die Eier von Fischen und Schwämmen fressen. Ausgewachsene Tiere ernähren sich vor allem vegetarisch und weiden sich durch die Seegraswiesen der Meere.

## Lebensweise
Diese Schildkrötenart wird 40 bis 50 Jahre alt und erreicht die Geschlechtsreife mit 10 bis 15 Jahren. Zwischen Oktober und Februar ist die Paarungszeit. Es werden ungefähr 100 Eier von Tischtennisballgröße pro Gelege gelegt. Ein Weibchen legt mehrere Gelege innerhalb einiger Wochen. Die Eier benötigen etwa zwei bis drei Monate zur Entwicklung. Dabei bedingt die Temperatur während des Ausbrütens die Entwicklung der Geschlechter: Während bei 28 °C nur Männchen schlüpfen, schlüpfen bei 32 °C nur Weibchen. Wenn die Jungen ausschlüpfen, graben sie sich alleine den Weg aus dem Sand und eilen ins Meer. Die Grüne Meeresschildkröte lebt meist als Einzelgänger, Ausnahme ist die Zeit der Eiablage.
Die Grüne Meeresschildkröte orientiert sich aufgrund ihres Magnetsinns am Erdmagnetfeld, um Jahre nach dem Schlüpfen erstmals wieder zur Eiablage an den gleichen Strand zurückzukehren. Man vermutet, dass die Inklination der Feldlinien des Magnetfelds am Geburtsort durch Prägung dauerhaft gelernt wird.

## Systematik

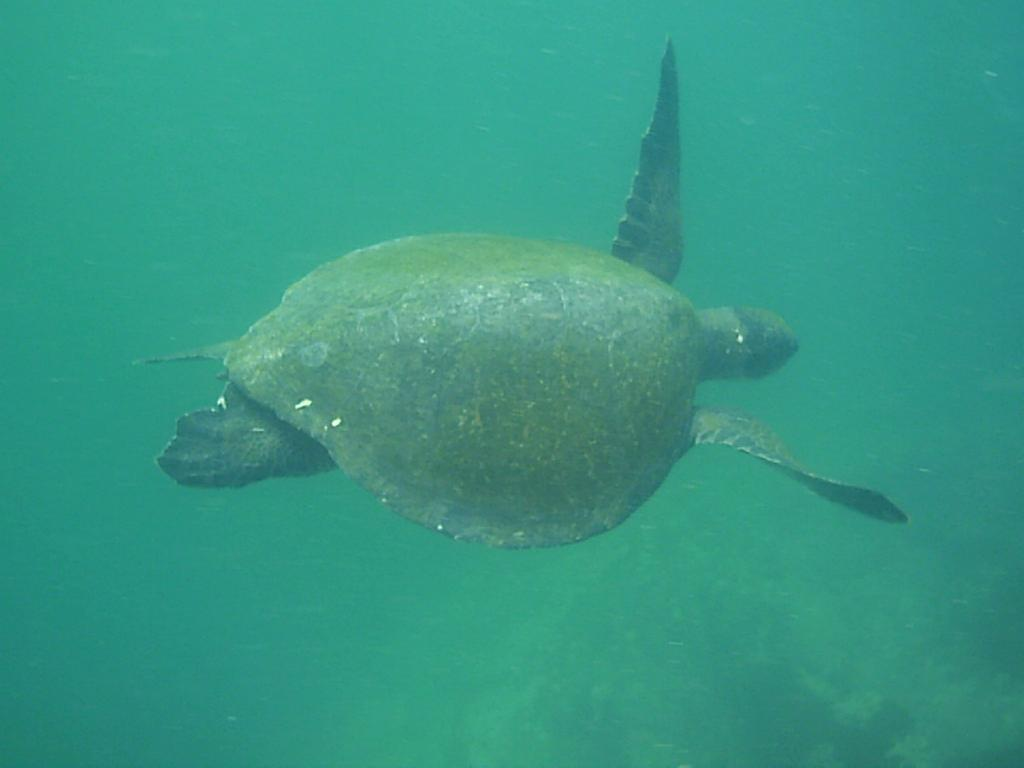
Schwarze Meeresschildkröte. Gilt mittlerweile nicht mehr als eigenständig.

### Äußere Systematik
Es existieren sechs Arten der Meeresschildkröten, die fünf Gattungen zugeordnet werden.
- Grüne Meeresschildkröten (Chelonia)
  - Grüne Meeresschildkröte, Suppenschildkröte (Chelonia mydas)
- Caretta
  - Unechte Karettschildkröte (Caretta caretta)
- Eretmochelys
  - Echte Karettschildkröte (Eretmochelys imbricata)
- Bastardschildkröten (Lepidochelys)
  - Oliv-Bastardschildkröte (Lepidochelys olivacea)
  - Atlantik-Bastardschildkröte, Karibische Bastardschildkröte (Lepidochelys kempii)
- Natator
  - Wallriffschildkröte (Natator depressus)

### Innere Systematik
Gegenwärtig werden keine Unterarten offiziell anerkannt. Zeitweise wurde die Indopazifische Population als C. m. japonica abgetrennt. Auch eine Unterart namens C. m. carrinegra wurde beschrieben. Beide gelten als ungültig.

#### Schwarze Meeresschildkröte
Der französische Zoologe Marie Firmin Bocourt beschrieb 1886 die Schwarze Meeresschildkröte (C. agassizii) als eigenständige Spezies. Später wurde sie als Unterart von C. mydas angesehen. Spätere Untersuchungen stützten jedoch auch diese Einordnung nicht. Gegenwärtig wird davon ausgegangen, dass es sich bei der dunklen Färbung lediglich um eine Farbmutation handelt, weswegen die Schwarze Meeresschildkröte weder als eigenständige Art, noch als Unterart von C. mydas anerkannt wird.

## Nutzung und Gefährdung

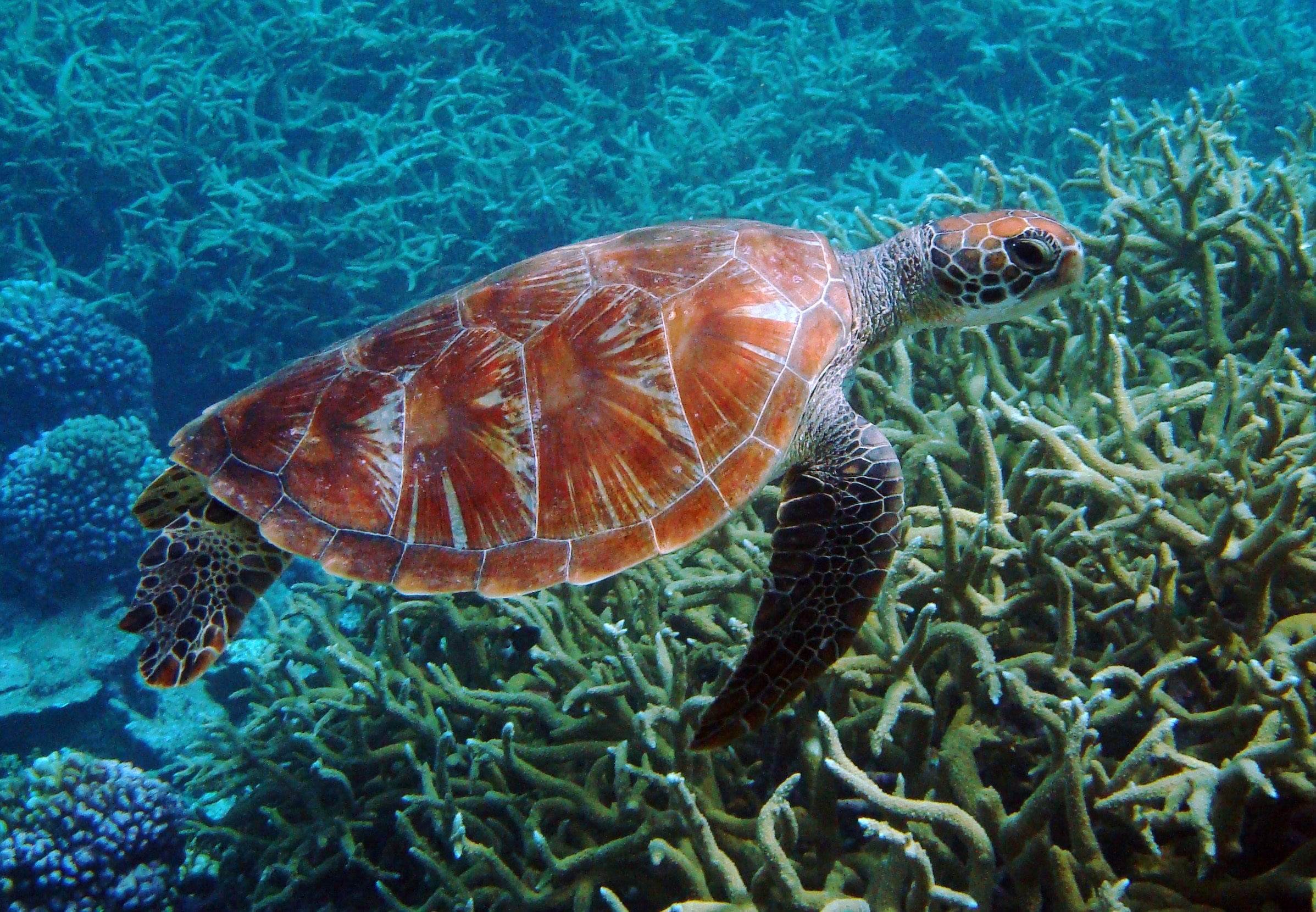
Im Naturschutzgebiet Palmyra-Atoll

Grüne Meeresschildkröten wurden wegen ihres Fleisches lange Zeit gejagt, auch ihre Eier waren begehrt. Da sie lange ohne Nahrung überleben können, dienten sie beispielsweise als lebender Schiffsproviant. Die Schlachtmethoden waren teilweise grausam: das Tier wurde an den Hinterfüßen aufgehängt und der Kopf mit einer Art Zange hervorgezogen und abgetrennt. Kam man an den Kopf nicht heran, wurde ein glühendes Eisen auf den Panzer gehalten, so dass der Kopf herausgestreckt wurde.
Im 18. Jahrhundert wurden sie durch die Briten als Delikatesse entdeckt – die Schildkrötensuppe gehörte bald zu den international gefragtesten Gerichten der Haute Cuisine.
Bereits gegen Ende des 19. Jahrhunderts hatte die Jagd solche Ausmaße angenommen, dass die Grüne Meeresschildkröte auszusterben drohte. Seit 1988 steht sie durch das Washingtoner Artenschutz-Übereinkommen unter internationalem Schutz. Tierschützer und Organisationen bemühen sich um das Überleben der Art, unter anderem durch die Bewachung von Eiablagestränden in Florida, auf den thailändischen Similan-Inseln sowie an den Stränden im türkischen Nordzypern.
In Asien und der Karibik wird die Grüne Meeresschildkröte heutzutage immer noch als Delikatesse angesehen.
Ein Lebensraum der Grünen Meeresschildkröte in Malaysia ist durch ein Erdgaskraftwerkprojekt sowie ein Eisen- und Stahlanlageprojekt gefährdet.
Da bei erhöhten Temperaturen mehr weibliche als männliche Schildkröten geboren werden, könnte sich die globale Erwärmung besonders fatal auf Schildkrötenpopulationen auswirken. Beweise dazu gibt es bereits für eine australische Grünschildkrötenpopulation, bei der das Verhältnis von 116 zu 1 festgestellt werden konnte.